# Szwecja na Letnich Igrzyskach Olimpijskich 1992
Szwecję na Letnich Igrzyskach Olimpijskich 1992 reprezentowało 187 zawodników: 143 mężczyzn i 44 kobiety. Był to 21 start reprezentacji Szwecji na letnich igrzyskach olimpijskich.

## Zdobyte medale
| Medal  | Zawodnik | Dyscyplina    | Konkurencja                        | Rezultat                                                                  |
| ------ | --- | ------------- | ---------------------------------- | ------------------------------------------------------------------------- |
| Złoto  | Jan-Ove Waldner | Tenis stołowy | gra pojedyncza mężczyzn            | w finale pokonał Francuza Jeana Philippa Gatien 3:0 (21:10, 21:18, 25:23) |
| Srebro | Susanne Wiberg-Gunnarsson, Agneta Andersson | Kajakarstwo   | K-2 500 m kobiet                   | 1:40,41 min                                                               |
| Srebro | Karl Sundqvist, Gunnar Olsson | Kajakarstwo   | K-2 1000 m mężczyzn                | 3:17,70 min                                                               |
| Srebro | Patrik Sjöberg | Lekkoatletyka | skok wzwyż mężczyzn                | 2,34 m                                                                    |
| Srebro | Magnus Anderson, Robert Andersson, Anders Bäckegren, Per Carlén, Magnus Cato, Erik Hajas, Robert Hedin, Patrik Liljestrand, Ola Lindgren, Mats Olsson, Staffan Olsson, Axel Sjöblad, Tommy Suoraniemi, Tomas Svensson, Pierre Thorsson, Magnus Wislander | Piłka ręczna  | turniej mężczyzn                   | w finale przegrali z drużyną WNP 20:22                                    |
| Srebro | Anders Holmertz | Pływanie      | 200 m stylem dowolnym mężczyzn     | 1:46,86 min                                                               |
| Srebro | Christer Wallin, Anders Holmertz, Tom Werner, Lars Frölander | Pływanie      | sztafeta 4 × 200 m stylem dowolnym | 7:15,51 min                                                               |
| Srebro | Tomas Johansson | Zapasy        | styl klasyczny waga do 130 kg      | w finale przegrał z Aleksandrem Karielinem z WNP                          |
| Brąz   | Anna Olsson, Maria Haglund, Susanne Rosenqvist, Agneta Andersson | Kajakarstwo   | K-4 500 m kobiet                   | 1:39,79 min                                                               |
| Brąz   | Anders Holmertz | Pływanie      | 400 m stylem dowolnym mężczyzn     | 3:46,77 min                                                               |
| Brąz   | Ragnar Skanåker | Strzelectwo   | pistolet dowolny 50 m mężczyzn     | 657 pkt                                                                   |
| Brąz   | Torbjörn Kornbakk | Zapasy        | styl klasyczny waga do 74 kg       | w walce o brązowy medal pokonał Kubańczyka Nestora Almanza Barda          |

## Skład kadry

### Badminton
Kobiety
- Christine Magnusson – gra pojedyncza – 17. miejsce,
- Catrine Bengtsson – gra pojedyncza – 17. miejsce,
- Maria Bengtsson, Catrine Bengtsson – gra podwójna – 5. miejsce.

Mężczyźni
- Jens Olsson – gra pojedyncza – 17. miejsce,
- Peter Axelsson – gra pojedyncza – 17. miejsce,
- Pär-Gunnar Jönsson, Peter Axelsson – gra podwójna – 17. miejsce,
- Jan-Eric Antonsson, Stellan Österberg – gra podwójna – 17. miejsce.

### Boks
Mężczyźni
- Wasesa Sabuni waga piórkowa do 57 kg – 17. miejsce,
- Sören Antman waga półśrednia do 67 kg – 5. miejsce,
- John Pettersson waga ciężka do 91 kg – 17. miejsce.

### Gimnastyka
Mężczyźni
- Johan Jonasson

wielobój indywidualnie – 52. miejsce,
ćwiczenia wolne – 50. miejsce,
skok przez konia – 53. miejsce,
ćwiczenia na poręczach – 65. miejsce,
ćwiczenia na drążku – 62. miejsce,
ćwiczenia na kółkach – 53. miejsce,
ćwiczenia na koniu z łękami – 46. miejsce.

### Jeździectwo
- Tinne Wilhelmsson-Silfvén – ujeżdżenie indywidualnie – 18. miejsce,
- Ann Behrenfors – ujeżdżenie indywidualnie – 20. miejsce,
- Annica Westerberg – ujeżdżenie indywidualnie – 24. miejsce,
- Eva Karin Oscarsson-Göthberg – ujeżdżenie indywidualnie – 35. miejsce,
- Tinne Wilhelmsson-Silfvén, Ann Behrenfors, Annica Westerberg, Eva Karin Oscarsson-Göthberg – ujeżdżenie drużynowo – 4. miejsce,
- Maria Gretzer – skoki przez przeszkody indywidualnie – 6. miejsce,
- Peter Eriksson – skoki przez przeszkody indywidualnie – nie ukończył rundy finałowej,
- Ulrika Hedin – skoki przez przeszkody indywidualnie – nie ukończył rundy finałowej,
- Henrik Lannér – skoki przez przeszkody indywidualnie – 66. miejsce,
- Maria Gretzer, Ulrika Hedin, Henrik Lannér – skoki przez przeszkody drużynowo – 8. miejsce,
- Peder Fredricson – WKKW indywidualnie – 14. miejsce,
- Anna Hermann – WKKW indywidualnie – 43. miejsce,
- Erik Duvander – WKKW indywidualnie – 57. miejsce,
- Staffan Lidbeck – WKKW indywidualnie – nie ukończył konkurencji,
- Peder Fredricson, Anna Hermann, Erik Duvander, Staffan Lidbeck – WKKW drużynowo – 11. miejsce.

### Judo
Kobiety
- Eva Wikström waga do 52 kg – 16. miejsce,
- Ursula Myrén waga do 56 kg – 9. miejsce,
- Katarina Håkansson waga do 72 kg – 7. miejsce.

Mężczyźni
- Jörgen Häggqvist waga do 65 kg – 36. miejsce,
- Anders Dahlin waga do 71 kg – 34. miejsce,
- Lars Adolfsson waga do 78 kg – 5. miejsce.

### Kajakarstwo
Kobiety
- Susanne Wiberg-Gunnarsson – K-1 500 m – 9. miejsce,
- Susanne Wiberg-Gunnarsson, Agneta Andersson – K-2 500 m – 2. miejsce,
- Anna Olsson, Maria Haglund, Susanne Rosenqvist, Agneta Andersson – K-4 500 m – 3. miejsce

Mężczyźni
- Karl Sundqvist – K-1 500 m – odpadł w półfinale,
- Pär Lindén – K-1 1000 m – odpadł w repesażach (dyskwalifikacja),
- Karl Sundqvist, Gunnar Olsson

K-2 500 m – 5. miejsce,
K-2 1000 m – 2. miejsce,
- Jonas Fager, Pablo Grate, Anders Ohlsén, Hans Olsson – K-4 1000 m – 7. miejsce,
- Peter Liljedahl

C-1 500 m – odpadł w półfinale,
C-1 1000 m – odpadł w półfinale (dyskwalifikacja).

### Kolarstwo szosowe
Kobiety
- Marie Höljer – wyścig ze startu wspólnego – 9. miejsce,
- Elisabeth Westman – wyścig ze startu wspólnego – 27. miejsce,
- Madeleine Lindberg – wyścig ze startu wspólnego – 38. miejsce.

Mężczyźni
- Michel Lafis – wyścig ze startu wspólnego – 12. miejsce,
- Michael Andersson – wyścig ze startu wspólnego – 67. miejsce,
- Glenn Magnusson – wyścig ze startu wspólnego – 77. miejsce,
- Michael Andersson, Björn Johansson, Jan Karlsson, Johan Fagrell – jazda drużynowa na czas na 100 km – nie ukończyli wyścigu.

### Lekkoatletyka
Kobiety
- Maria Akraka – bieg na 1500 m – odpadła w półfinale,
- Frida Johansson – bieg na 400 m przez płotki – odpadła w półfinale,
- Monica Westén – bieg na 400 m przez płotki – odpadła w eliminacjach,
- Madelein Svensson – chód na 10 km – 6. miejsce.

Mężczyźni
- Torbjörn Eriksson – bieg na 200 m – odpadł w półfinale,
- Jonny Danielson – bieg na 5000 m – odpadł w eliminacjach,
- Niklas Wallenlind – bieg na 400 m przez płotki – 5. miejsce,
- Sven Nylander – bieg na 400 m przez płotki – odpadł w półfinale,
- Stefan Johansson

chód na 20 km – 15. miejsce,
chód na 50 km – 11. miejsce,
- Patrik Sjöberg – skok wzwyż – 2. miejsce,
- Peter Widén – skok o tyczce – 21. miejsce,
- Tord Henriksson – trójskok – 37. miejsce,
- Sören Tallhem – pchnięcie kulą – 12. miejsce,
- Kent Larsson – pchnięcie kulą – 18. miejsce,
- Tore Gustafsson – rzut młotem – 15. miejsce,
- Dag Wennlund – rzut oszczepem – 15. miejsce,
- Patrik Bodén – rzut oszczepem – 16. miejsce,
- Peter Borglund – rzut oszczepem – 22. miejsce,
- Sten Ekberg – dziesięciobój – 9. miejsce.

### Łucznictwo
Kobiety
- Jenny Sjöwall – indywidualnie – 18. miejsce,
- Lise-Lotte Djerf – indywidualnie – 28. miejsce,
- Kristina Persson-Nordlander – indywidualnie – 34. miejsce,
- Jenny Sjöwall, Kristina Persson-Nordlander, Lise-Lotte Djerf – drużynowo – 5. miejsce.

### Pięciobój nowoczesny
Mężczyźni
- Håkan Norebrink – indywidualnie – 6. miejsce,
- Per Nyqvist – indywidualnie – 28. miejsce,
- Per-Olov Danielsson – indywidualnie – 40. miejsce,
- Håkan Norebrink, Per Nyqvist, Per-Olov Danielsson – drużynowo – 8. miejsce.

### Piłka nożna
Mężczyźni
- Björn Lilius, Christer Fursth, Filip Apelstav, Håkan Mild, Jan Ekholm, Jesper Jansson, Joachim Björklund, Jonas Axeldahl, Jonny Rödlund, Magnus Johansson, Niclas Alexandersson, Niklas Gudmundsson, Pascal Simpson, Patrik Andersson, Stefan Landberg, Tomas Brolin – 5. miejsce.

### Piłka ręczna
Mężczyźni
- Magnus Andersson, Robert Andersson, Anders Bäckegren, Per Carlén, Magnus Cato, Erik Hajas, Robert Hedin, Patrik Liljestrand, Ola Lindgren, Mats Olsson, Staffan Olsson, Axel Sjöblad, Tommy Suoraniemi, Tomas Svensson, Pierre Thorsson, Magnus Wislander – 2. miejsce.

### Pływanie
Kobiety
- Linda Olofsson – 50 m stylem dowolnym – 15. miejsce,
- Louise Karlsson

50 m stylem dowolnym – 23. miejsce,
200 m stylem zmiennym – 18. miejsce,
- Eva Nyberg – 100 m stylem dowolnym – 19. miejsce,
- Ellenor Svensson – 100 m stylem dowolnym – 23. miejsce,
- Malin Nilsson

200 m stylem dowolnym – 12. miejsce,
400 m stylem dowolnym – 7. miejsce,
- Therèse Lundin – 100 m stylem motylkowym – 12. miejsce,
- Malin Strömberg – 100 m stylem motylkowym – 24. miejsce,
- Eva Nyberg, Louise Karlsson, Ellenor Svensson, Malin Nilsson, Linda Olofsson[9] – sztafeta 4 × 100 m stylem dowolnym – 7. miejsce.

Mężczyźni
- Pär Lindström – 50 m stylem dowolnym – 11. miejsce,
- Tom Werner – 100 m stylem dowolnym – 6. miejsce,
- Håkan Karlsson – 100 m stylem dowolnym – 18. miejsce.
- Anders Holmertz

200 m stylem dowolnym – 2. miejsce,
400 m stylem dowolnym – 3. miejsce,
- Tom Werner – 200 m stylem dowolnym – 18. miejsce,
- Christer Wallin – 400 m stylem dowolnym – 36. miejsce.
- Rudi Dollmayer

100 m stylem grzbietowym – 37. miejsce,
200 m stylem grzbietowym – 47. miejsce.
- Jan Bidrman

200 m stylem zmiennym – odpadł w eliminacjach (dyskwalifikacja),
400 m stylem zmiennym – 15. miejsce,
- Tom Werner, Håkan Karlsson, Fredrik Letzler, Anders Holmertz, Göran Titus[10] – sztafeta 4 × 100 m stylem dowolnym – 5. miejsce,
- Christer Wallin, Anders Holmertz, Tom Werner, Lars Frölander – sztafeta 4 × 200 m stylem dowolnym – 2. miejsce.

### Podnoszenie ciężarów
Mężczyźni
- Mats Lindqvist – waga do 75 kg – 24. miejsce,
- Bijan Rezaei – waga do 100 kg – 10. miejsce,
- Anders Lindsjö – waga do 110 kg – nie sklasyfikowany (nie zaliczył żadnej udanej próby w ),
- Anders Bergström – waga powyżej 110 kg – 13. miejsce,
- Rickard Nilsson – waga powyżej 110 kg – 16. miejsce.

### Skoki do wody
Mężczyźni
- Joakim Andersson – trampolina 3 m – 9. miejsce.

### Strzelectwo
Kobiety
- Cris Kajd

pistolet pneumatyczny 10 m – 5. miejsce,
pistolet sportowy 25 m – 21. miejsce.
- Britt-Marie Ellis

pistolet pneumatyczny 10 m – 12. miejsce,
pistolet sportowy 25 m – 32. miejsce.
Mężczyźni
- Peter Gabrielsson

karabin małokalibrowy, leżąc 50 m – 7. miejsce,
karabin małokalibrowy, trzy pozycje 50 m – 7. miejsce,
- Benny Östlund

pistolet pneumatyczny 10 m – 26. miejsce,
pistolet dowolny 50 m – 15. miejsce,
- Ragnar Skanåker

pistolet pneumatyczny 10 m – 26. miejsce,
pistolet dowolny 50 m – 3. miejsce.
Open
- Björn Thorwaldsson – skeet – 51. miejsce,
- Thomas Knutsson – trap – 39. miejsce.

### Szermierka
Mężczyźni
- Ola Kajbjer – floret indywidualnie – 12. miejsce,
- Péter Vánky – szpada indywidualnie – 10. miejsce,
- Thomas Lundblad – szpada indywidualnie – 28. miejsce,
- Ulf Sandegren – szpada indywidualnie – 46. miejsce,
- Mats Ahlgren, Jerri Bergström, Thomas Lundblad, Ulf Sandegren, Péter Vánky – szpada drużynowo – 8. miejsce.

### Tenis stołowy
Kobiety
- Lotta Erlman – gra pojedyncza – 17. miejsce,
- Lotta Erlman, Marie Svensson – gra podwójna – 17. miejsce.

Mężczyźni
- Jan-Ove Waldner – gra pojedyncza – 1. miejsce,
- Jörgen Persson – gra pojedyncza – 5. miejsce,
- Mikael Appelgren – gra pojedyncza – 17. miejsce,
- Erik Lindh, Jörgen Persson – gra podwójna – 9. miejsce,
- Jan-Ove Waldner, Mikael Appelgren – gra podwójna – 9. miejsce.

### Tenis ziemny
Kobiety
- Catarina Lindqvist – gra pojedyncza – 33. miejsce,
- Catarina Lindqvist, Maria Lindström – gra powdójna – 17. miejsce.

Mężczyźni
- Magnus Larsson – gra pojedyncza – 9. miejsce,
- Magnus Gustafsson – gra pojedyncza – 17. miejsce,
- Stefan Edberg – gra pojedyncza – 33. miejsce,
- Stefan Edberg, Anders Järryd – gra powdójna – 17. miejsce.

### Wioślarstwo
Kobiety
- Maria Brandin – jedynki – 5. miejsce.

Mężczyźni
- Mattias Lindgren, Per Andersson – dwójki podwójne – 17. miejsce,
- Fredrik Hultén, Tommy Österlund, David Svensson, Per-Olof Claesson – czwórki podwójne – 15. miejsce.

### Zapasy
Mężczyźni
- Usama Aziz – styl klasyczny waga do 62 kg – odpadł w eliminacjach,
- Marthin Kornbakk – styl klasyczny waga do 68 kg – odpadł w eliminacjach,
- Torbjörn Kornbakk – styl klasyczny waga do 74 kg – 3. miejsce,
- Magnus Fredriksson – styl klasyczny waga do 82 kg – 4. miejsce,
- Mikael Ljungberg – styl klasyczny waga do 90 kg – 4. miejsce,
- Jörgen Olsson – styl klasyczny waga do 100 kg – odpadł w eliminacjach,
- Tomas Johansson – styl klasyczny waga do 130 kg – 2. miejsce,
- Fariborz Besarati – styl wolny waga do 48 kg – odpadł w eliminacjach.

### Żeglarstwo
- Lisa Gullberg – windsurfing kobiet – 16. miejsce,
- Helena Brodin – klasa Europa – 11. miejsce,
- Magnus Torell – windsurfing mężczyzn – 13. miejsce,
- Fredrik Lööf – klasa Finn – 5. miejsce,
- Magnus Lundgren, Urban Lagnéus – klasa 470 mężczyzn – 10. miejsce,
- Bobby Lohse, Hans Wallén – klasa Star – 5. miejsce,
- Göran Marström, Stefan Rahm – klasa Tornado – 18. miejsce,
- Björn Alm, Johan Barne, Magnus Holmberg – klasa Soling – 5. miejsce,
- Johan Lindell, Mats Nyberg – klasa Latający Holender – 6. miejsce.